# Keke (canción)
«Keke» es una canción escrita e interpretada por los raperos estadounidenses 6ix9ine, Fetty Wap y A Boogie wit da Hoodie. La canción fue lanzada comercialmente el 14 de enero de 2018 para streaming y descarga digital por ScumGang Records. "Keke" es producido por WalteezyAFN y es el tercer sencillo de 6ix9ine de su mixtape debut Day69 (2018).

## Antecedentes
La canción fue vista previamente por 6ix9ine a fines de 2017 a través de su Instagram, y la canción se filtró el 29 de diciembre de 2017.

## Vídeo musical
El video musical fue estrenado por WorldStarHipHop a través del canal oficial de YouTube el 14 de enero de 2018. Fue dirigido por Figure Eight Films y presenta a 6ix9ine, Fetty Wap y A Boogie wit da Hoodie en las calles de Nueva York, en una línea similar a los vídeos de "Gummo", "Kooda" y "Billy".

## Desempeño comercial
La canción entró en el número 63 en el Billboard Hot 100 de Estados Unidos, alcanzando el número 43 en la lista del 3 de febrero de 2018.

## Posicionamiento en listas
| Lista (2018)                           | Mejor posición |
| -------------------------------------- | -------------- |
| Eslovaquia (Singles Digitál Top 100)   | 91             |
| Estados Unidos (Billboard Hot 100)     | 43             |
| Estados Unidos (Hot R&B/Hip-Hop Songs) | 22             |
| Estados Unidos (Hot Rap Songs)         | 20             |

## Certificaciones
| País           | Organismo certificador | Certificación | Ventas certificadas | Ref.   |
| -------------- | ---------------------- | ------------- | ------------------- | ------ |
| Canadá         | Music Canada           | Oro           | 40 000              | [ 10 ] |
| Estados Unidos | RIAA                   | Oro           | 500 000             | [ 11 ] |